# Foxdale

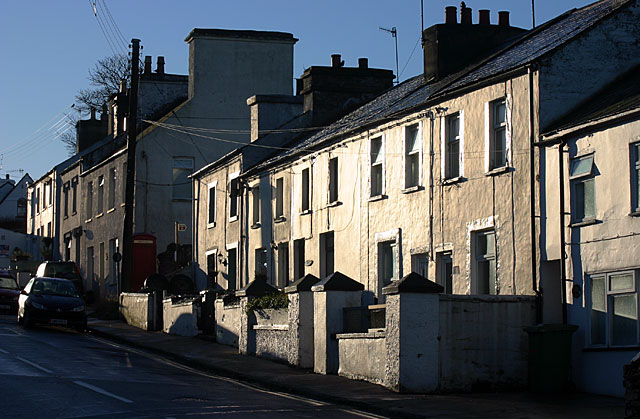
Övre Foxdale.

Foxdale (detta engelska namn har sitt ursprung i det manniska namnet Forsdal som i sin tur kommer ifrån fornnordiskan, med en betydelse som liknar dagens svenska) är en liten gruvort på Isle of Man. Den tillhör församlingen Patrick och ligger i närheten av St John's. Orten är delad i två delar, övre och nedre Foxdale. Gruvbrytningen ledde till att stora delar av området runt orten blev förgiftade av tungmetaller och växtligheten dog.